# Vlag van Pardubice

Vlag van Pardubice (ratio 2:3)

De vlag van Pardubice is, net als alle andere Tsjechische regionale vlaggen (uitgezonderd de vlag van Praag), ingedeeld in vier kwartieren. De vlag is sinds 27 juni 2001 in gebruik.
Het eerste kwartier toont de leeuw van Bohemen, die ook op het wapen van Tsjechië staat. Het is een zilveren leeuw met een dubbele staart op een rood veld.
Het tweede kwartier toont de adelaar van Moravië, die ook op het wapen van Tsjechië staat. Deze adelaar is in rood-witte kleuren volgens een schaakbordpatroon.
Het derde kwartier toont een witte muur met vier kantelen en een poort met een wereldbol.
Het vierde kwartier is rood en bevat de voorkant van een springend wit (zilveren) paard.